# Remigio Moltó y Díaz-Berrio
 (septembre 2022).
Remigio Moltó y Díaz-Berrio, né à Valence le 1er octobre 1816 et mort à Madrid le 5 décembre 1893, est un homme politique et militaire espagnol, directeur général de la Garde civile et député, et sénateur pour Alicante.